# Années 900 av. J.-C.
Les années 900 av. J.-C. couvrent les années de 909 av. J.-C. à 900 av. J.-C.

## Événements
- 909-886 av. J.-C. : règnes de Nadab, puis de Baasa, rois d’Israël[1]. En Israël, Nadab, fils de Jéroboam, est renversé par une conspiration alors qu’il assiégeait la ville philistine de Gibbetôn. Il est mis à mort ainsi que toute la maison de Jéroboam Ier. Désigné par le prophète Jéhu, Baasa, de la maison d’Issakar est proclamé roi d’Israël à Tirzah. Il reprend la guerre contre Juda et fortifie Rama, 8 km au nord de Jérusalem, pour bloquer la route d’accès nord de la ville. Asa de Juda fait appel au roi araméen de Damas, Bar-Hadad, qui contre une forte somme d’argent et d’or brise son alliance avec Israël et attaque la haute vallée du Jourdain (Iyôn, Dan, Abel-beth-maachah et le Nephtali). Pris à revers, Baasa quitte Rama qu’Asa fait démanteler. Asa fortifie alors Gibéa et Mizpa pour protéger Jérusalem. La défaite de Baasa avive l’opposition en Israël, en particulier celle du prophète Jéhu, fils de Hanani[2].
- Vers 909 av. J.-C.[3] : assassinat du roi de Tyr Abdastratos par les quatre fils de sa nourrice. L’ainé Methusastartos usurpe le trône[4].
- Vers 909-897 av. J.-C. : règne de Methusastartos, roi de Tyr[3].